# Игнатов, Василий Николаевич
Васи́лий Никола́евич Игна́тов (октябрь 1854, г. Белёв — ноябрь 1884, Ницца) — деятель российского и международного социалистического движения. Дядя по материнской линии русского писателя Михаила Михайловича Пришвина. Старший брат литературного критика Ильи Игнатова.
Родился в семье купца второй гильдии Н. И. Игнатова. Студент Технологического института, затем ветеринарного отделения Медико-Хирургической академии. Участник «хождения в народ» 1874 года. Участвовал в Казанской демонстрации, выслан на родину. В марте 1877 г. Игнатов получил разрешение вернуться в Петербург и вновь поступить в академию. Член основного кружка «Земли и Воли», поддерживал своими средствами организацию. Весной 1877 г. был арестован в Москве по делу «Общества друзей», но за отсутствием прямых улик освобождён под негласный надзор полиции. В 1879 г., после раскола «Земли и Воли», В. Н. Игнатов входит в организацию «Чёрный Передел», в кассу которой вносит большую часть из полученной им после смерти отца доли наследства.
В начале 1880 г. навсегда эмигрирует из России. Один из основателей группы «Освобождение труда».
Игнатов зачастую отказывал себе во всем необходимом, отдавая почти все свои средства на общественные нужды и не думая о собственном здоровье. В результате, после продажи шубы, заболел воспалением легких.
Незадолго до смерти завещал группе «Освобождение труда» оставшиеся у него от лечения незначительные средства. Умер в Ницце в ноябре 1884 г. в возрасте 30 лет.